# アロヤドア属
アロヤドア属（Arrojadoa、アロハドア属）は、ブラジルに分布する小型の柱サボテンである。
学名はブラジルの地質学者Miguel Arrojado Ribeiro Lisboaへの献名。
比較的細いひょろひょろした形態をとる。低木や草、岩の隙間に直立又は匍匐しながら長さ2m程度にまで成長する。一定の大きさに達すると偽花座を形成し花を咲かせるが、メロカクツス属のようにそこで成長が止まらずに開花が終わると再び茎節を伸ばして成長する。このために一定間隔ごとに刺の密生した偽花座の跡が残る特徴のある姿を見せる。寒さには比較的弱い。